# Punta Primera Junta
Punta Primera Junta ist eine Landspitze im Norden der Bryde-Insel vor der Danco-Küste des Grahamlands auf der Antarktischen Halbinsel. Sie markiert die westliche Begrenzung der Einfahrt vom Paradise Harbor in die Alvaro-Bucht.
Argentinische Wissenschaftler benannten sie nach der Primera Junta, die im Zuge der Mai-Revolution von 1810 entstandene erste unabhängige Regierung in Argentinien.